# Масловаре (Котор Варош)
Масловаре су насељено мјесто у Босни и Херцеговини, у општини Котор Варош, ентитет Република Српска. Према попису становништва из 1991. у насељу је живјело 2.293 становника.

## Географија
Мјесна Заједница Масловаре се налази испод планине Борја, у долини ријеке Крушевице, на 53 км удаљености од Бање Луке, према Теслићу и
Добоју. Са сјевера Масловаре опасује планина Узломац, са запада Бодњички вис, а са југа масив планине Влашић, а са истока планина Борја. Кроз
Масловаре пролази магистрални пут који спаја Бању Луку — Котор Варош — Теслић — Добој. Масловаре су највећа мјесна заједница општине Котор Варош, и броје око 900 домаћинстава. Састоји се од више села и засеока од којих су највећи Раштани, Буџак, Борци, Лауши, Бодњик, Ободник, Гарићи, Долина, Горње Масловаре.

## Историја
Рудник мрког угља су 1916. отвориле аустроугарске власти. За потребе рудника исте године је отворена ускотрачна пруга Бања Лука — Масловаре коју су изградили аустроугарски заробљеници руске националности. Соколско друштво је основано 1930.

## Споменик
Споменик краљу Александру је подигло Соколско друштво 1935. Уништен је током Другог свјетског рата.

## Образовање
Основна школа „Петар Петровић Његош“.

## Спорт
Насеље је у вријеме Краљевине Југославије па све до Другог свјетског рата имало своје тениско игралиште. Спортске активности Соколског друштва су се обављале у дому „Соколани“.

## Становништво
| Националност       | 1991. | 1981. | 1971. | 1961. |
| Срби               | 2.251 | 2.190 | 1.983 |       |
| Југословени        | 25    | 8     | 4     |       |
| Црногорци          |       | 1     | 9     |       |
| Хрвати             | 6     | 2     | 3     |       |
| Муслимани          |       | 3     | 8     |       |
| остали и непознато | 11    | 2     | 4     |       |
| Укупно             | 2.293 | 2.206 | 2.011 | '     |

| Демографија | Демографија | Демографија |
| Година      | Становника  | Становника  |
| ----------- | ----------- | ----------- |
| 1948.       | 3.050       |             |
| 1953.       | 4.574       |             |
| 1961.       | 1.774       |             |
| 1971.       | 2.011       |             |
| 1981.       | 2.206       |             |
| 1991.       | 2.293       |             |

### Становништво по општинама Среза Котор Варош, 1953.
| Пописно подручје | Укупно | Срби  | Хрвати | Словенци | Македонци | Црногорци | Југословени неопредијељени | Чеси | Пољаци | Русини — Украјинци | Остали Словени | Остали несловени |
| СРЕЗ КОТОР ВАРОШ | 37898  | 25008 | 6485   | 4        | 4         | 10        | 6375                       | 2    | –      | 2                  | –              | 8                |
| Котор Варош      | 4715   | 805   | 2640   | 2        | 3         | 6         | 1253                       | 1    | –      | 1                  | –              | 4                |
| Масловаре        | 4574   | 3966  | 8      | –        | –         | –         | 600                        | –    | –      | –                  | –              | –                |
| Превиле          | 4576   | 3537  | 696    | –        | –         | –         | 342                        | –    | –      | –                  | –              | 1                |
| Скендер Вакуф    | 7100   | 6566  | 16     | –        | –         | –         | 518                        | –    | –      | –                  | –              | –                |
| Шипраге          | 7746   | 6036  | 24     | 1        | 1         | –         | 1682                       | –    | –      | –                  | –              | 2                |
| Врбањци          | 4919   | 1678  | 1728   | 1        | –         | 4         | 1505                       | 1    | –      | 1                  | –              | 1                |
| Забрђе           | 4268   | 2420  | 1373   | –        | –         | –         | 475                        | –    | –      | –                  | –              | –                |

## Знамените личности
- Невенка Петрић, српска књижевница, партизански првоборац, носилац Споменице 1941.
- Стојан Жупљанин, начелник Центра службе безбедности Бања Лука
- Драгомир Јовичић, политичар, професор и бивши Министар унутрашњих послова Републике Српске